# Городская усадьба А. П. Карамышевой
Городская усадьба А. П. Карамышевой — здание-достопримечательность в Мещанском районе города Москвы.

## История
С 1787 года по 1793 год строилось основное здание. В 1864 году к дому пристроено здание из двух этажей. В XIX веке главный дом неоднократно реставрировали по проекту архитекторов Бориса Викторовича Фрейденберга и Иосифа Степановича Каминского, известного по храму Христа Спасителя. На картах Москвы в то время домовладение числилось под названием «Городская усадьба А. П. Карамышевой — Доходное владение К. Е. Ценкер». В 1851 году Иосиф Ценкер купил этот дом. В 1870 году он умер, и владение перешло его жене Каролине Егоровне Ценкер. Она была одной из двух иностранок-купчих первой гильдии в Москве и управляла фирмой «Ценкер и К», которую Иосиф Ценкер создал в 1853 году. В 1869 году фирма «Ценкер и К» поспособствовала созданию Московского учётного банка, имевшего оборот в 100 миллионов рублей в год. Каролина Ценкер провела в дом здесь канализацию и водопровод. Для жилья Ценкер использовала 14 комнат: 9 на первом и 5 на втором этажах. Остальные комнаты сдавались в аренду.
После революции дом был жилым. С 1933 года по 1943 год здесь проживал поэт Демьян Бедный (Е. Л. Придворов), о чём свидетельствует мемориальная табличка.